# TextLive
TextLive ist ein christlicher, konfessionsübergreifender Verlag in der Schweiz.
Gegründet wurde er 1926 von evangelischen Diakonissen der Schwesterngemeinschaft Ländli. Mit Sitz in Oberägeri, Kanton Zug, ist TextLive ein Arbeitszweig der Stiftung Ländli. Als gemeinnützige Organisation ist TextLive Dienstleister für christliche Gemeinden und einzelne Christen. Das Sortiment umfasst Printmedien und Produkte, die Glaubens- und Lebensfragen thematisieren.

## Träger und Rechtsform
Die Stiftung Ländli ist ein selbstständiges Werk und ist Mitglied der Schweizerischen Evangelischen Allianz. Sie setzt sich für soziale, pädagogische und pastorale Aufgaben ein. 

## Geschichte
1926 begann die Blättermission Ländli mit der Herausgabe der christlichen Verteilschrift Volksblatt. Ziel des Volksblattes war es, das Evangelium als zentrale Botschaft des Wortes Gottes zu den Menschen zu bringen. Mehrmals überarbeitet und neu konzipiert wird es heute als Kleinmagazin 'hoffnungsvoll' herausgegeben. Es wird von Christen ehrenamtlich an Jung und Alt regelmässig weitergegeben. Das Sortiment wurde durch kreative Artikel erweitert, die Menschen auf christlicher Basis ermutigen sollen. Dabei berücksichtigt TextLive auch Fair-Trade-Artikel.

## Zweck
Als Verlag unterstützt TextLive Kirchen, christliche Gemeinden und einzelne Christen mit Mut machenden, kreativen Printmedien zur Glaubensförderung. TextLive wird durch Spenden der Besteller und Abonnenten gefördert und finanziert. Verfügbar sind Traktate, Broschüren, Karten und Geschenkartikel, die unterschiedlich genutzt werden können. Sie eignen sich zum persönlichen Weitergeben, aber auch für Gottesdienste und Verteilaktionen.